# ビッグ・シック・ベン

## 概要
ビッグ・シック・ベン（Big Sick Ben、1980年3月24日 - ）は、ドイツ出身の元プロレスラーおよびプロレスのプロモーターである。本名をベンヤミン・シュヴァルツ(Benjamin Schwarz)といい、ジャーマン・パトリオット(German Patriot)という名のギミックを携え持った。
ドイツ南部のハイデルベルクという町に生まれ、1999年の5月8日―19歳の時にプロレスラーの経歴を始動。トレーナーとなったのは米国出身のクリス・ヒーローとドイツ出身のエリック・シュヴァルツというプロレスラーであった。
2002年にはニュルンベルクを舞台に師たるクリス・ヒーローを相手にウエストサイド・エクストリーム・レスリング(wXw)のヘビー級王座を賭けた一戦を敢行するも撃沈 。この年に参戦したフリースタイル・チャンピオンシップ・レスリング(FCW)というオランダのプロレス団体のマットにあっては、エイジ・クチナワやシグマスタ・ラッポとのタッグチームをもって活動した。
2003年になるとジャーマン・レスリング・アソシエーション(GWA)という団体への参戦を行い、アーレスやサムタック・ジャックとともに、この団体のヘビー級王座やwXwのドイッチェマイスターシャフト王座というハードコア系のベルトを狙った歴戦を展開した。
2003年10月3日にプロレスラーを引退した。